# Matija Zvekanović
Matiša (=Matija) Zvekanović (Zvekanović Mátyás) (Szabadka, 1913. február 17. – Szabadka, 1991. április 24.) a Szabadkai egyházmegye első püspöke.

## Pályafutása
Gimnáziumi tanulmányait Szabadkán és Travnikon végezte 1924 és 1932 között. Teológiai tanulmányait a szarajevói szemináriumban végezte 1932 és 1937 között. Könnyen és jól beszélt magyarul.
Áldozópappá 1937. június 29-én szentelték Szabadkán.
Pappá szentelése után segédlelkész volt Szabadka-Györgyvénen (Szent György plébánia, József a Munkás templom), 1938-ban Szabadka-Sándorba nevezték ki. 1942-től Bácsmonostoron adminisztrátor, 1948-tól a szabadkai Jézus Föltámadása plébánián káplán, majd 1955-től plébános.
1954. július 23-tól általános helynökként is szolgált.

### Püspöki pályafutása
1955. november 13-án burcai címzetes püspökké nevezték ki. 1956. február 25-én szentelte püspökké Josip Antun Ujčić belgrádi érsek, a társszentelő püspökök Franjo Šeper bíboros (Philippopolis in Thracia címzetes érseke) és Stjepan Bäuerlein diakóvári-szerémségi segédpüspök (Heraclea Pontica címzetes püspöke) voltak.
1958. március 17-től káptalani helynökként, majd március 19-től apostoli adminisztrátorként állt a jugoszláv Bácskai apostoli adminisztratúra élén; egyúttal a Szent Teréz plébánia plébánosa lett.
A Bácskai apostoli adminisztratúrából VI. Pál pápa 1968. január 25-én megalapította a Szabadkai egyházmegyét, melynek február 8-án megyéspüspökévé nevezte ki.
Zsinati atya a Második vatikáni zsinaton, 1968-ban az 1., 2. 3. és 4. szesszión.
Egyházi tevékenysége mellett jelentős közéleti szerepeket töltött be Szabadkán.
Hivatalát 1989. április 25-ig látta el, ekkor nyugalomba vonult. 1991. április 24-én hunyt el. A szabadkai Szent Teréz-székesegyházban helyezték örök nyugalomra.

## Fordítás
- Ez a szócikk részben vagy egészben  a   Matiša Zvekanović című horvát Wikipédia-szócikk ezen változatának fordításán alapul.  Az eredeti cikk szerkesztőit annak laptörténete sorolja fel. Ez a jelzés csupán a megfogalmazás eredetét és a szerzői jogokat jelzi, nem szolgál a cikkben szereplő információk forrásmegjelöléseként.